# Војислав Вучинић
Војислав Вучинић (Подгорица, 1938 — Београд, 19. децембар 2019) био је српски филмски посленик, дугогодишњи директор „Југославија филма”, оснивач и први директор Фестивала ауторског филма (1994-2004).

## Живот и рад
Рођен је 1938. године у Подгорици.
Дипломирао је енглески језик и књижевност на Филолошком факултету у Београду.
На почетку каријере радио је у Авала филму као преводилац, а од 1965. био је запослен у „Југославија филму”, где је постао директор 1990. године. Од самог почетка рада Вучинић је радио на пословима извоза наших филмова на енглеско говорно подручје. Предузеће „Југославија филм” под његовим руководством је преузело организацију Фестивала документарног и краткометражног филма, покренуло Арт биоскоп Музеум и Кафе биоскоп Ада, и дистрибуирало низ запажених уметничких филмова код нас.

## Фестивал ауторског филма
Војислав Вучинић је 90-их, заједно са Слободаном Новаковићем, основао Фестивал ауторског филма „Поглед у свет“, који је започео са радом 1994. године. Циљ Фестивала био је да домаћој публици „представи најбоља савремена уметничка филмска остварења (...) другачија (...) од већине филмова са редовног биоскопског репертоара [која] не теже пукој забави, већ трагању за дубљом, реалнијом и комплекснијом сликом данашњен света и човека.“
Године 2005. основао је Удружење грађана „Поглед у свет“ које годинама успешно организује Фестивал, који је постао један ид најзначајнијих филмских догађаја у региону.
И у познијим годинама Вучинић је био члан Савета Фестивала и координатор његовог програма.

## Награда „Поглед у свет: Војислав Вучинић“
У оквиру ФАФ-а додељује се награда „Поглед у свет“ за животно дело у филмској уметности, чији су добитници били Пуриша Ђорђевић, Желимир Жилник, Горан Марковић.
Од 2022. награда носи име „Поглед у свет: Војислав Вучинић” и те године први пут је додељена страном редитељу Александру Сокурову.